# Johnny Keyes
Johnnie Keyes (Cleveland, Ohio; 21 de febrero de 1940-Seattle, Washington; 3 de junio de 2018) fue un actor pornográfico estadounidense.

## Biografía
Durante su infancia sufrió abuso por parte de su padre, lo que le hizo irse de su casa a los 16 años y alistarse en el ejército, donde practicó boxeo. Fue boxeador, un campeón amateur de pesos ligeros en la Armada de los Estados Unidos entre 1960 y 1965.
Tuvo un papel protagonista en Detrás de la puerta verde (1972), donde interpretó una escena de sexo de 45 minutos con Marilyn Chambers. Fue arrestado por obscenidad y condenado a servicio comunitario por hacer algo que seguía siendo delito en los Estados Unidos de los años 1970: practicar sexo filmado con una mujer blanca, ya que Keyes era de raza negra. También realizó una película en la serie Swedish Erotica durante la década de 1980.
Estuvo en la producción de San Francisco de Hair (1970-1971), un elenco que incluía a Philip Michael Thomas de Miami Vice.[cita requerida]
Tenía un grado en artes escénicas y enseñó con James Dunn y Harvey Susser en el College of Marin en el condado de Marin, California. También enseñó artes escénicas en Mill Valley Middle School, en Mill Valley, California.
Junto con la actuación, fue también músico profesional. Residió gran parte de su vida en Seattle (Washington).

## Distinciones
Era miembro del Paseo de la Fama de AVN y XRCO.